# ラヴィングトン
ラヴィングトン（Lovington）は、アメリカ合衆国ニューメキシコ州の都市。リー郡の郡庁所在地である。人口は1万1669人（2020年）。

## 地理
ラヴィングトンは北緯32度56分47秒 西経103度21分13秒 / 北緯32.94639度 西経103.35361度に位置している。アメリカ合衆国国勢調査局によると、都市の総面積は12.4 km² (4.8 mi²)で、うち水面積は、全体の0.42%の0.1 km² (0.04 mi²) である。

## 人口動勢
以下は2000年の国勢調査における人口統計データである。
基礎データ
- 人口: 9,471人
- 世帯数: 3,297世帯
- 家族数: 2,459家族
- 人口密度: 766.6/km² (1,983.6/mi²)
- 住居数: 3,823軒
- 住居密度: 309.4/km² (800.7/mi²）

人種別人口構成
- 白人: 59.85%
- アフリカン・アメリカン: 3.03%
- ネイティブ・アメリカン: 0.78%
- アジア人: 0.48%
- 太平洋諸島系: 0.06%
- その他の人種: 32.74%
- 混血: 3.06%
- ヒスパニック・ラテン系: 52.12%

世帯と家族（対世帯数）
- 世帯数: 3,297世帯
- 18歳未満の子供がいる: 41.6%
- 結婚・同居している夫婦: 57.0%
- 未婚・離婚・死別女性が世帯主: 13.0%
- 非家族世帯: 25.4%
- 単身世帯: 22.8%
- 65歳以上の老人1人暮らし: 11.5%
- 平均構成人数
  - 世帯: 2.80人
  - 家族: 3.29人

年齢別人口構成
- 18歳未満: 31.8%
- 18-24歳: 10.9%
- 25-44歳: 25.8%
- 45-64歳: 18.8%
- 65歳以上: 12.6%
- 年齢の中央値: 31歳
- 性比（女性100人あたりの男性の人口）
  - 総人口: 96.8人
  - 18歳以上: 94.3人

収入と家計
- 収入の中央値
  - 世帯: 26,458米ドル
  - 家族: 30,064米ドル
  - 性別
    - 男性: 28,547米ドル
    - 女性: 19,826米ドル
- 人口1人あたり収入: 12,752米ドル
- 貧困線以下
  - 対家族数: 20.1%
  - 対人口: 22.1%
  - 18歳未満: 28.1%
  - 65歳以上: 16.2%

## 有名人
- ブライアン・アーラッカー NFLフットボール選手（ワシントン州パスコ出身。幼少時代に住んでいた）
- ロニー・ブラック  プロゴルファー
- ショーン・マーフィー  プロゴルファー